# Юридичний факультет Львівського національного університету імені Івана Франка
Юридичний факультет — науково-педагогічний структурний підрозділ Львівського національного університету імені Івана Франка, один із найдавніших факультетів закладу, був відкритий у листопаді 1784 році. Найстаріший в Україні. Веде свій початок від Львівської колегії (1661).

## Історія

### Австрійський період
Визначну роль у розвитку освіти на західноукраїнських землях відігравав Львівський університет. 20 січня 1661 року польський король підписав диплом, що надавав Львівській єзуїтській колегії «статус академії й титул університету» із правом викладання всіх тогочасних університетських дисциплін і присвоєння учених ступенів. З часу створення і до 1773 року Львівський університет був у повному підпорядкуванні єзуїтського ордену. В університеті діяло два відділи — філософський і теологічний. Навчання провадилося за програмами єзуїтських шкіл, розробленими ще наприкінці XIV століття. Освітній процес в університеті завершувався одержанням наукового ступеня — ліценціата, бакалавра, магістра, доктора наук. У невеликому обсязі вивчалися історія, географія, грецька мова, 4 роки тривала богословська підготовка. Викладання на обох відділах вирізнялося схоластичністю, догматизмом і здійснювалося латинською мовою.

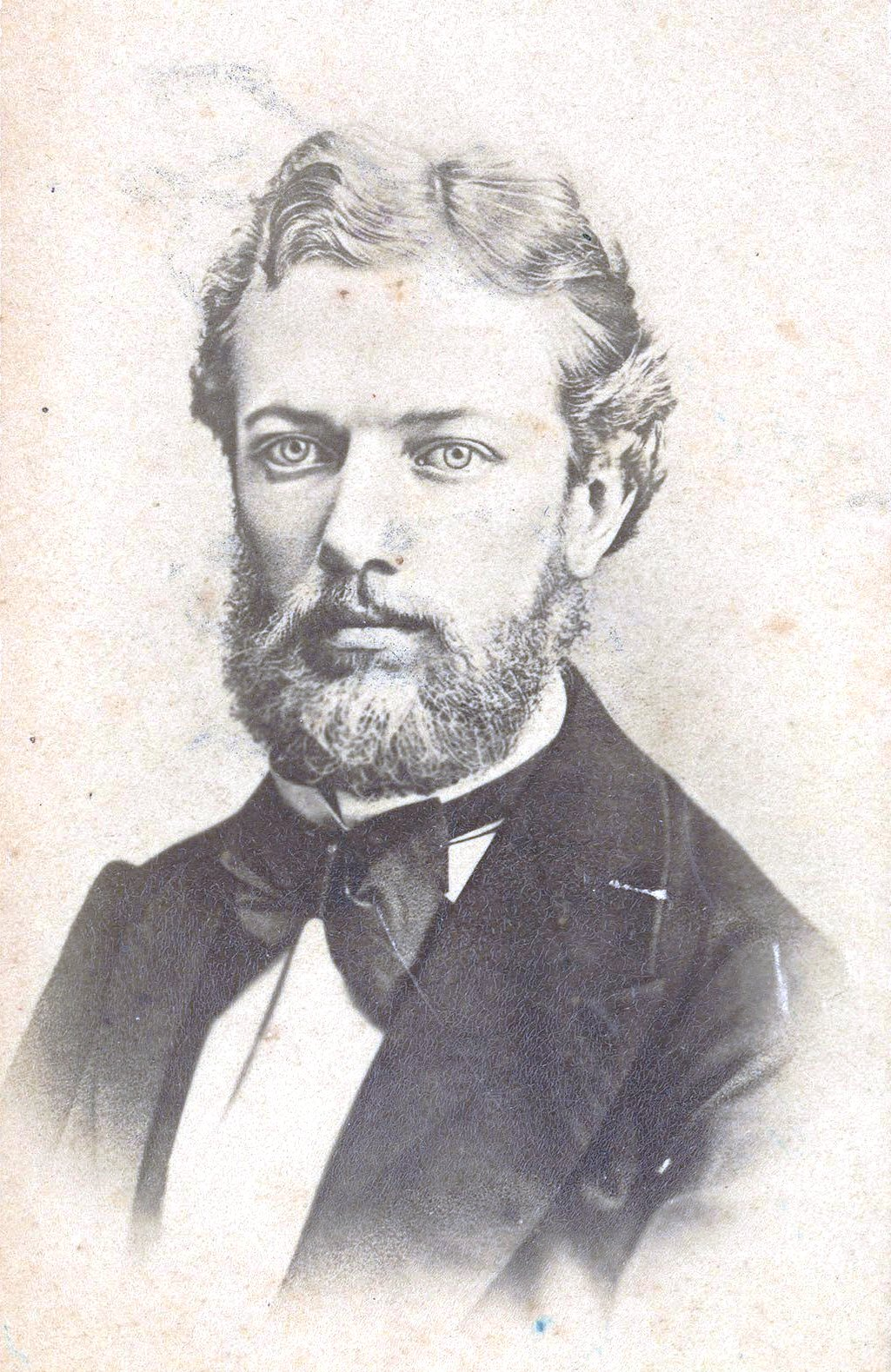
Професор Олександр Огоновський.

Розпад феодально-кріпосницьких відносин у другій половині XVII століття, розвиток ідей французьких просвітителів, відкриття в галузі природничих наук вплинули на освітній процес в університеті: було відкрито кафедру математики, створено фізико-математичний кабінет, астрономічну обсерваторію, запроваджувалося вивчення польської, французької і німецької мов, географії та історії як окремих предметів. Ці нововведення вплинули на зміст і якість підготовки студентів. Багато хто з них потім продовжили навчання в Києво-Могилянській академії і згодом стали викладачами Московської академії та Петербурзької семінарії. У 1773 році з ліквідацією ордену єзуїтів головним завданням вищої освіти, у тому числі Львівського університету, визначено підготовку професійних кадрів — учителів, суддів і священиків.
Зважаючи на гостру потребу у висококваліфікованих державних урядовцях у новоствореному Королівстві Галичини та Лодомерії та враховуючи інші причини, імператор Йосиф ІІ ухвалив рішення про відкриття у Львові університету. При цьому враховувався досвід єзуїтської академії та використовувалась її матеріальна база, зокрема бібліотека. Урочисте відкриття нового університету відбулося у листопаді 1784 року. За зразком віденського, празького та інших європейських університетів, він складався з чотирьох факультетів: філософського, юридичного, теологічного та медичного. Викладання велося німецькою мовою. У 1784 році до складу Львівського університету, крім філософського, юридичного, медичного і теологічного факультетів, входила й гімназія. Вона була базою для комплектування контингенту студентів, а також «майданчиком» для їхньої педагогічної підготовки.
В австрійський період навчальна програма юридичного факультету передбачала вивчення на першому курсі природного права, історії римського права і адміністрації, на другому — цивільного і кримінального права, на третьому — канонічного права і на четвертому — політичних наук. Навчальні дисципліни на юридичному факультеті викладалися латинською і німецькою мовами. Юридичний факультет у той час готував в основному кадри для органів влади Коронного Краю Галичини і Володимирії. Наукові кадри тоді формувалися поза університетом із здібних осіб із вищою освітою, які самостійною працею оволодівали наукою. Тогочасна юридична наука здебільшого поширювала і розвивала філософські ідеї історичної школи права, що намагалася виправдати політику абсолютної монархії Габсбургів. Студентський контингент Львівського університету в абсолютній більшості складали діти заможних соціальних груп.
У період воєн з наполеонівською Францією австрійський уряд у 1805 році припинив діяльність Львівського університету. На його базі було створено ліцей, а частину викладачів переведено до Краківського університету. Туди ж було перевезено частину майна. У львівському ліцеї історичні дисципліни надалі викладалися на університетському рівні, що було заслугою, зокрема, професора Ф. Вучіча.

Станіслав Дністрянський.

Львівському ліцеєві знову було надано статус університету 1817 року та присвоєно ім'я імператора Франца І. Цей період аж до 1848 характеризувався поширенням серед прогресивної студентської молоді і професорів демократичних ідей, що поширювалися у Західній Європі в період буржуазно-демократичних революцій. Для боротьби з небажаними настроями в університеті був встановлений суворий режим нагляду з боку органів поліції. Прогресивно настроєні студенти створювали таємні гуртки і товариства, активно включалися в боротьбу за демократичні права. У 1842 році університеті навчалося 1182 студенти, з них 392 — на юридичному факультеті. Серед усіх студентів університету близько 300 були українцями, які навчалися переважно на теологічному факультеті.
У 1862 на юридичному факультеті, не дивлячись на спротив польської шовіністично налаштованої більшості ради факультету було створено дві кафедри з українською мовою викладання: кафедра цивільного права, яку очолив професор Еміль Лопушанський та кафедра кримінального права, яку очолив професор Владислав Сроковський. З 1867 кримінальне право українською мовою викладав професор Іван Добжанський, з 1886 — професор Петро Стебельський.

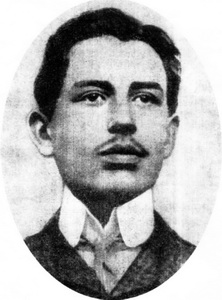
Коцко Адам.

З 1869 факультет мав назву «факультет права і політичних знань» Львівського університету, який тоді називали «Цісарсько-Королівським університетом ім. Франца-Йосифа І». З 1873 розпочав викладати професор Олександр Огоновський, який до 1891 очолював кафедру цивільного права з українською мовою викладання на факультеті права і адміністрації Львівського університету. З 1891 до 1899 посада керівника цієї кафедри була вакантна. У 1899 починає свою викладацьку діяльність на посаді доцента цивільного права та завідувача кафедрою Станіслав Дністрянський. Усі студенти університету перші три роки навчалися за програмою філософського факультету, який по суті був підготовчим, загальноосвітнім. Після його закінчення студенти поступали на спеціальні факультети, навчання у яких тривало чотири роки. Юридичний факультет в австрійський період був найбільшим у Львівському університеті. У 1910 році на ньому навчався 2721 студент.
Галицькі українці вимагали створення на своїх землях українського університету. Вперше вимога про заснування українського університету у Львові була поставлена на зборах українського студентства вищих навчальних закладів Австрії в 1899 році. У зв'язку з демонстраціями за український університет дирекція поліції у Львові в серпні 1910 року повідомляла намісництво про зміну варти біля будинку університету і загострення пильності
В цей період у Львівському університеті нерідко доходило до кривавих сутичок між польськими студентами і студентами-українцями. Найбільш драматичною подією в боротьбі за український університет у Львові було віче українських студентів в Університеті. 1 липня 1910 року польські студенти, намагаючись завадити проведенню віча, спорудили в приміщенні Університету барикади, щоб перешкодити українським студентам, які планували провести похід вулицями Львова, вийти з Університету. Під час сутички пострілом в обличчя Адама Коцка смертельно поранили, і через кілька годин він помер..4 липня 1910 р. відбувся похорон Коцка, що перетворився на багатотисячну українську маніфестацію. З промовами над могилою студента виступили Кость Левицький, Михайло Грушевський, Кирило Трильовський, Осип Назарук, Лонґин Цегельський. На будівництво пам'ятника Адама Коцка зібрали пожертви українська громадськість Галичини та українці у США. Адам Коцко надовго у свідомості українців став символом боротьби українського студентства за національний університет у Львові.
Перша світова війна на деякий час паралізувала життя Львівського університету. З перших днів війни його приміщення перейшло у відання військової влади, більшість викладачів залишила місто, заняття припинилися і були відновлені лише в жовтні 1915 року, причому кількість викладачів і студентів порівняно з довоєнною скоротилась у кілька разів.

### У часи ЗУНР
Після розпаду Австро-Угорщини в жовтні 1918 році і проголошення у листопаді 1918 року на території Східної Галичини Західно-Української Народної Республіки новий набір у Львівського університету не проводився, а студенти-українці старших курсів мали продовжити навчання у Станіславі. Хоч певна підготовка до відкриття українського університету тут проводилася, але у зв'язку з війною ця справа реалізована не була. Після поразки ЗУНР у липні 1919 року та захоплення Галичини Польщею на юридичному факультеті (як і на інших факультетах) Львівського університету було ліквідовано всі кафедри з українською мовою викладання, усіх професорів-українців звільнено з роботи. Наказом ректора Антонія Юраша від 14 серпня 1919 року фактично було заборонено українцям студіювати в цьому університеті. Студентами могли бути зараховані лише особи, «які сповнили вимоги військової служби в польському війську», причому на окремих факультетах (у тому числі і на юридичному) вводилася процентна норма так званий «numerus clausus» (обмежене число). Це стосувалося, насамперед, українців. Університетові було присвоєно ім'я Яна Казимира. В цих умовах у 1920 році почали діяти таємні українські університетські курси з філософським, юридичним і медичним відділами, які стали основою таємного Українського університету, заснованого на з'їзді українського студентства в липні 1921 року на зразок західноєвропейських університетів.

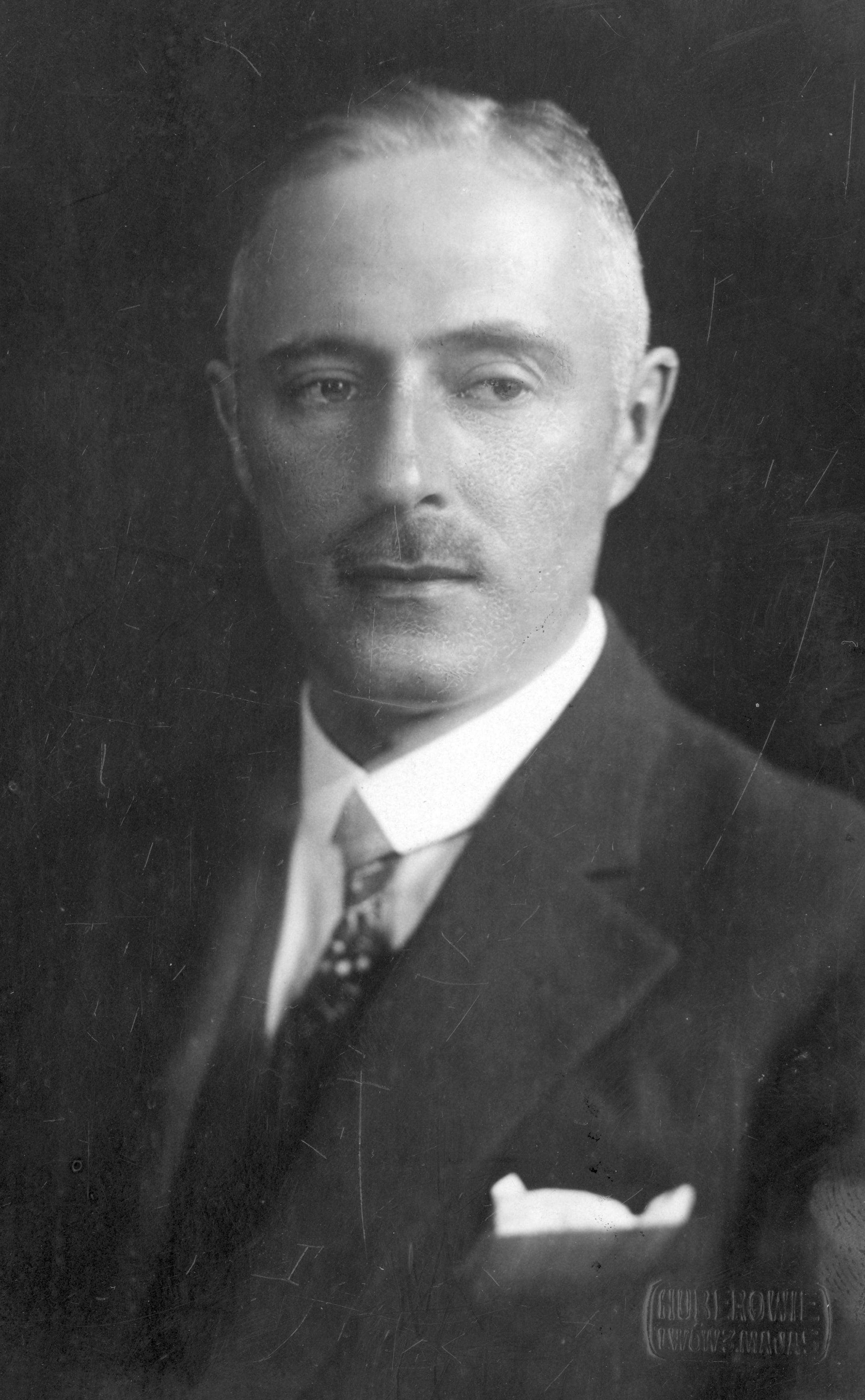
Роман Лоншан де Бар'є

### Польський період
У період польського панування у Галичині (1921—1939) першим ученим ступенем після закінчення університету був ступінь магістра. На юридичному факультеті Львівського університету його отримував кожний, хто закінчив чотири курси і склав усі іспити. Щоб здобути ступінь доктора, потрібно було не раніше ніж через два роки після отримання ступеня магістра подати дисертацію і скласти спеціальні профільні іспити. Отримання наукового ступеня доктора ще не давало права викладати в університеті. Для цього необхідно було стати доцентом, пройти так звану габілітацію. На 17 кафедрах юридичного факультету залишилися відомі професори з часів Австро-Угорщини. З польських професорів тривалий час працювали на юридичному факультеті історики права Освальд Бальцер (1858—1933), Пшемислав Домбковський (1877—1950) та ін. У той час сформувалися нові вчені-правознавці. Серед них професор цивільного права Роман Лоншан де Бер'є — останній ректор польського університету, який в 1939—1941 pp. працював у радянському Львівському університеті, а у липні 1941 року разом із великою групою львівських учених був розстріляний нацистами.

### Радянський період
Початок Другої світової війни перервав творчу працю колективу університету та його юридичного факультету. У перші ж дні німецької окупації почалися арешти та розстріли викладачів. Було розстріляно 11 професорів та 9 доцентів університету, серед яких були відомі вчені юридичного факультету професори Роман Лоншан де Бар'є та Маурицій Аллерганд. Університету було завдано великої матеріальної шкоди. Приміщення юридичного факультету використовувалося німцями під казарму. Кабінети, навчальне обладнання, кафедральні бібліотеки були знищені або використані для опалення кімнат.
Приєднання у 1939 році Західної України до УРСР відкрило нову сторінку в історії Львівського університету і його юридичного факультету. В діяльності університету відбулися значні зміни. Новим змістом наповнилися навчальний і науковий процеси. 1 грудня 1939 року університет був перейменований у Львівський державний університет. Указом Президії Верховної Ради УРСР від 8 січня 1940 року йому було присвоєно ім'я Івана Франка. Перший навчальний рік на юридичному факультеті Львівського державного університету радянської доби розпочався 15 січня 1940 року. На початку 1940 років на факультеті цикли лекцій читали професори московських юридичних вузів і наукових інститутів, зокрема М. А. Аржанов, С. С. Кравчук, К. А. Мокичев, М. О. Чельцов-Бебутов, Б. С. Маньковський. На постійну роботу з Харкова прибув Петро Недбайло, який тоді ж став деканом факультету. Значну допомогу в організації навчального процесу на факультеті в цей період надав професор Харківського юридичного інституту С. Л. Фукс. Він же вперше прочитав для студентів курс історії держави і права СРСР.
У липні 1944 року, після звільнений від німецької окупації, Львівський університет, а в його складі і юридичний факультет, відновлюють свою діяльність. 15 жовтня 1944 року після більш як трирічної перерви на факультеті знову розпочалися заняття. У цей день за парти сіли 42 студенти другого — четвертого курсів, більшість з яких навчалася на факультеті ще до війни, а з 1-го листопада 1944 — 45 студентів першого курсу. Першим «радянським» деканом став професор П.Домбковський. Навчальний процес у цей час забезпечували три кафедри: історії та теорії держави і права та державного права; цивільного права і процесу; кримінального права і процесу. На них працювало 18 викладачів. Повернувся на факультет Петро Недбайло. З Свердловського інституту на постійну роботу у Львів прибув професор С. М. Гофман, який разом з Юліусом Макаревичем забезпечив викладання курсу кримінального права. Для викладу курсу адміністративного права з Московського університету на факультет відряджається професор І. І. Євтихієв. Курси лекцій з міжнародного публічного права та цивільного права читали професори Володимир Корецький та М. В. Гордон. Наприкінці 1950 р. на факультеті відкривається нова кафедра — державного і адміністративного права, першим завідувачем якої став П. Недбайло. Кафедру кримінального права і процесу очолив Петро Михайленко. У 1953 році на чотирьох кафедрах юридичного факультету вже працювало 24 штатні викладачі.

### Сьогодення
Новітня історія юридичного факультету розпочалася у незалежній Українській державі. Впродовж XVII — ХХІ ст. юридичний факультет розвивався переважно в контексті становлення юридичної освіти на рівні тогочасних європейських держав. Домінуючою ідеєю розвитку було верховенство права. Показовими з цього погляду стали наукові праці професорів юридичного факультету, їх державницька та громадська діяльність.
Сьогодні на двох відділеннях факультету — денному та заочному — навчається 2668 студентів, денному — 1700 студентів, заочному — 968. У сучасних умовах юридичного факультету Львівського національного Університету ім. І. Франка є продовжувачем тих славних традицій, якими відрізнялася Львівська правнича школа століттями. У Львівському університеті завжди панував дух академічних прав і свобод, студентських ініціатив та натхненної праці — саме цьому підпорядкований навчальний процес на факультеті. Основним завданням сучасної юридичної освіти факультет вбачає у підготовці висококваліфікованих фахівців, які наділені зрілістю розуму, незалежністю суджень і сповнені відповідальності, як перед суспільством, так і власним сумлінням.
1 червня 2015 року створено нову кафедру — інтелектуальної власності, інформаційного та корпоративного права. Очолює кафедру професор, доктор юридичних наук Яворська О. С. Кафедра здійснює підготовку студентів за освітньо-кваліфікаційним рівнем «магістр» за спеціалізацією «право інтелектуальної власності», «корпоративне право».
17 грудня 2015 року Вчена рада Львівського національного університету імені Івана Франка (протокол № 11/12) обрала деканом юридичного факультету доктора юридичних наук, професора кафедри кримінального права і кримінології Володимира Миколайовича Бурдіна.

## Декани

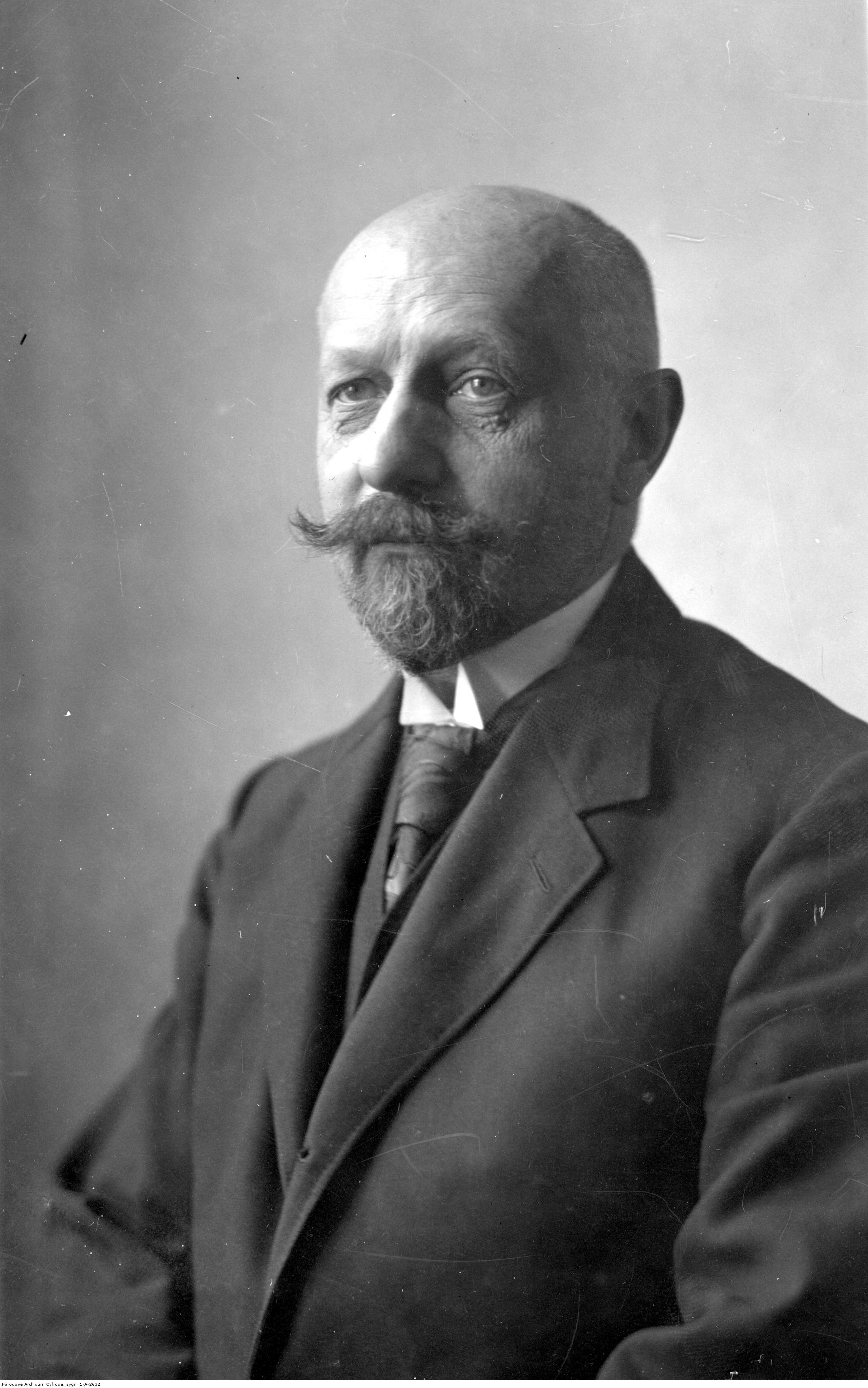
Юліус Макаревич, у 1909—1912 був деканом та заступником декана юридичного факультету

- професор Освальд Бальцер (1892—1893); (1913—1914);
- професор Ф. Гризецький (1894—1895);
- професор Юліус Макаревич (1909—1910);
- професор Недбайло Петро Омелянович (1939—1941), (1952—1954);
- професор Домбковський Пшемислав Боніфаційович (1944—1946);
- професор Михайленко Петро Петрович (1949—1952), (1954—1956);
- доцент В.Станік (1956—1958);
- доцент Калинович Володимир Іванович (1958—1962);
- професор Сокуренко Володимир Гаврилович (1962—1967), (1972—1979);[7]
- професор Луць Володимир Васильович (1968—1970), (1977—1980);
- доцент Федонюк Костянтин Євгенович (1971—1972);[8]
- професор Нор Василь Тимофійович (1980—1986), (1988—1991), (1994—2002);
- в.о. декана доцент Бориславський Любомир Володимирович (1986—1988);
- професор Костицький Михайло Васильович (1991—1994);
- професор Нор Василь Тимофійович (1994-2002);
- професор Бойко Андрій Михайлович (2002—2015);
- в.о. декана Косович Віталій Мирославович (2015);
- професор Бурдін Володимир Миколайович (від 2015).

## Структура факультету

### Кафедри
Зараз на факультеті функціонує 9 кафедр:

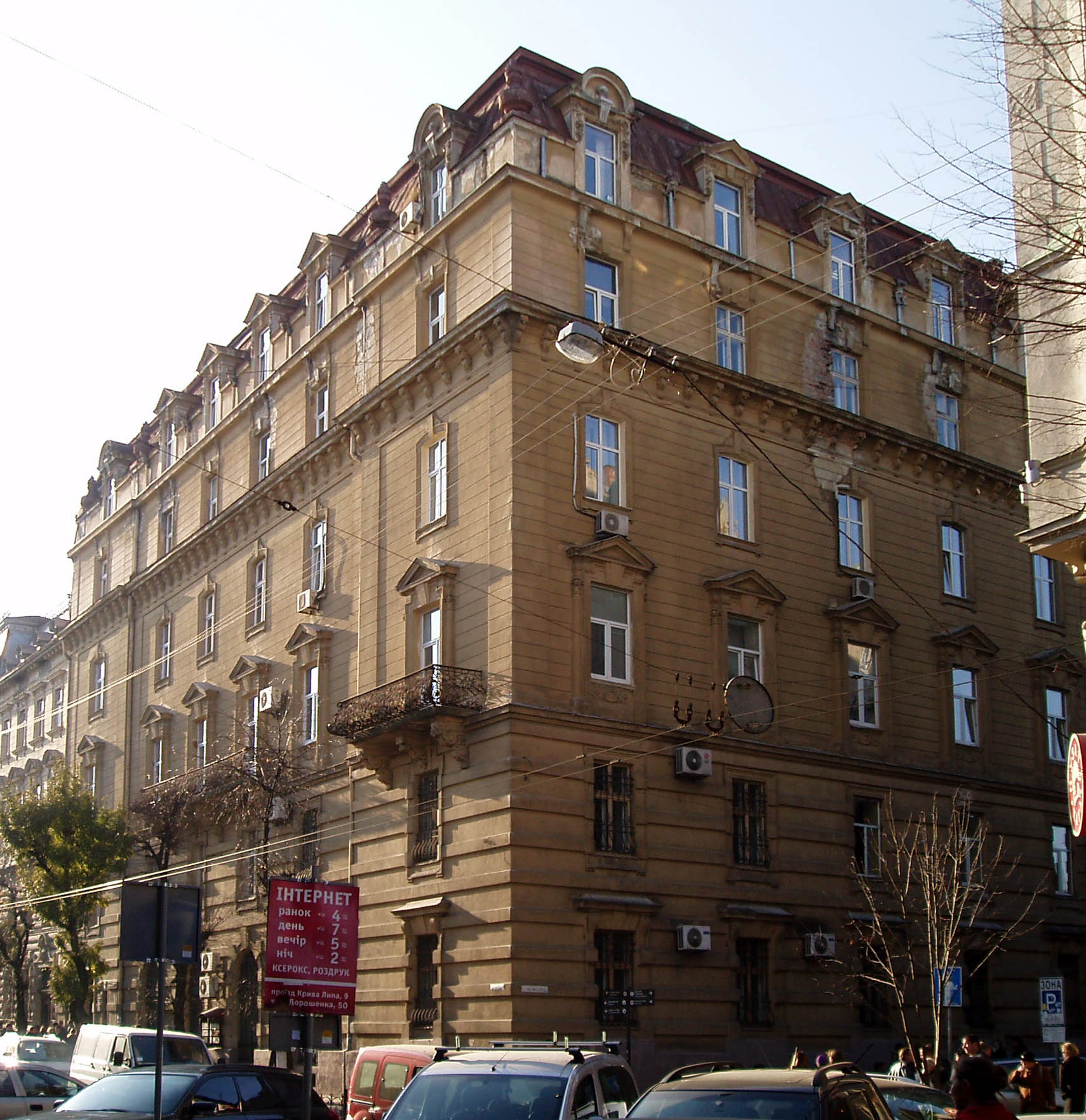
Навчальний корпус юридичного факультету

- Кафедра адміністративного та фінансового права — професор Кобилецький Микола Мар'янович
- Кафедра інтелектуальної власності, інформаційного та корпоративного права — професор Яворська Олександра Степанівна
- Кафедра історії держави, права та політико-правових учень — професор Бойко Ігор Йосипович
- Кафедра конституційного права — професор Бориславська Олена Марківна
- Кафедра кримінального права і кримінології — доцент Маркін Віктор Ігорович
- Кафедра кримінального процесу і криміналістики — професор Бобечко Назар Ростиславович
- Кафедра соціального права — професор Пилипенко Пилип Данилович
- Кафедра теорії та філософії права — професор Косович Віталій Мирославович
- Кафедра цивільного права та процесу — професор Коссак Володимир Михайлович[9]

На цих кафедрах працюють шістнадцять докторів наук, сімдесят дев'ять кандидатів наук.

### Правничий коледж ЛНУ імені Івана Франка
Правничий коледж Львівського національного університету імені Івана Франка створено як структурний підрозділ Львівського національного університету імені Івана Франка першого рівня акредитації постановою Кабінету Міністрів України від 29 травня 1997 р. № 526 «Про вдосконалення мережі вищих та професійно-технічних закладів» на базі ліквідованого Львівського технікуму промислової автоматики та наказом ректора Львівського національного університету імені Івана Франка «Про відкриття Правничого коледжу Львівського державного університету» № 738 від 26 червня 1997 року. Директорами коледжу були: В. Навроцький (1997—1998), П. Стецюк (1998—1999), Т. Андрусяк (1999—2015), В. Цікало (2015 — дотепер).

### Лабораторії
- Лабораторія дослідження теоретичних проблем прав людини
- Лабораторія практичного права
- Криміналістична лабораторія

### Наукові видання
Малий видавничий центр видає невеликими тиражами вісники, матеріали конференцій та методичні матеріали.
Науковці факультету співпрацюють в університетському виданні "Вісник Львівського університету. Серія юридична", що видається від 1949 року

## Адміністрація
- Декан юридичного факультету — професор Бурдін Володимир Миколайович
- Перший заступник декана, заступник декана з навчально-методичної роботи (денна форма навчання) — доцент Мочульська Марта Євгенівна
- Заступник декана з навчально-методичної роботи (заочна форма навчання)  — доцент Павлишин Андрій Андрійович
- Заступник декана з наукової роботи  — доцент Шандра Роман Станіславович
- Заступник декана з навчально-педагогічної роботи — доцент Чорненький Віталій Ігорович

Навчально-методичний відділ
- денне навчання — кімната 215
- заочне навчання — кімната 216

## Спеціальності та спеціалізації
Юридичний факультет Львівського національного університету готує висококваліфікованих фахівців для роботи в державних органах та органах місцевого самоврядування, в судах, прокуратурі, адвокатурі та інших правоохоронних органах, в юридичних службах підприємств, установ, організацій, об'єднаннях громадян та ін.
На факультеті є денна і заочна форми навчання.
Підготовка здійснюється за спеціальністю «Право» освітньо-кваліфікаційного рівня «бакалавр» та «магістр».
Бакалавр
Під час навчання за освітньо-кваліфікаційним рівнем «бакалавр» студенти проходять навчальну практику (8 тижнів) на базі органів державної влади та місцевого самоврядування, судів, органів прокуратури та нотаріату, а також в юридичних службах підприємств, установ, організацій тощо.
Державна атестація — державний екзамен.
Після закінчення ВНЗ за освітньо-кваліфікаційним рівнем «бакалавр» випускники отримують кваліфікацію «бакалавр права».
Магістр
Перелік спеціалізацій за спеціальністю «Право» освітньо-кваліфікаційного рівня «магістр» (освітньо-професійна програма):
- Права людини та їхнє юридичне забезпечення;
- Організаційно-правове забезпечення органів публічної влади;
- Адміністративна юстиція;
- Досудове слідство;
- Господарське судочинство;
- Юрисдикційні способи захисту порушених прав та інтересів;
- Юридична служба у сфері соцзахисту та охорони довкілля;
- Правосуддя і судове адміністрування;
- Прокуратура;
- Адвокатура;
- Нотаріат;
- Інтелектуальна власність;
- Юридичне забезпечення євроінтеграції України;
- Корпоративне право.

Під час навчання усі студенти проходять виробничу практику (4 тижні) на базі підприємств, установ, організацій, органів місцевого самоврядування та державної влади, інших органів та практику на базі юридичної клініки.
Державна атестація:
 — державний екзамен
 — захист магістерської роботи.
Після закінчення ВНЗ випускники отримують кваліфікацію «магістр права».

## Вчена рада

### Голова ради
- Професор Бурдін Володимир Миколайович

### Заступник голови
- Професор Косович Віталій Мирославович

### Секретар
- Доцент Шандра Роман Станіславович

### Члени ради

#### Професори
- Бобечко Назар Ростиславович
- Бойко Ігор Йосипович
- Бориславська Олена Марківна
- Бурак Володимир Ярославович
- Герц Алла Анатоліївна
- Дякович Мирослава Михайлівна
- Кобилецький Микола Мар'янович
- Когутич Іван Іванович
- Коссак Володимир Михайлович
- Нор Василь Тимофійович
- Пилипенко Пилип Данилович
- Решота Володимир Володимирович
- Синчук Світлана Миколаївна
- Школик Андрій Михайлович
- Яворська Олександра Степанівна

#### Доценти
- Денькович Ольга Іванівна
- Кахнич Володимир Степанович
- Маркін Віктор Ігорович
- Мартин Володимир Михайлович
- Мочульська Марта Євгенівна
- Палюх Лідія Михайлівна
- Суханов Максим Олександрович
- Федущак-Паславська Ганна Михайлівна
- Чорненький Віталій Ігорович

#### Студенти
- Ярина Бущак
- Олена Демченко
- Любомир Караман
- Маркіян Либа
- Максим Наход

## Студентське самоврядування
На факультеті функціонує студентське самоврядування, яке очолює Студентська рада, а також діє 6 студентських організацій, кожна з яких керує окремим напрямом позанавчальної діяльності студентів: науковий (Студентське наукове товариство (СНТ), мета якого — організація, координація та заохочення наукової роботи студентів факультету й задоволення на цій основі їхніх дослідницьких потреб та інтересів); дозвілля та вдосконалення професійної майстерності (Об'єднання студентів-правників (ОСП), Ліга студентів Асоціації правників України); зовнішніх контактів (ELSA); публіцистичний (часопис «Часопис правничий»); соціального забезпечення, благодійницький (профбюро студентів факультету).

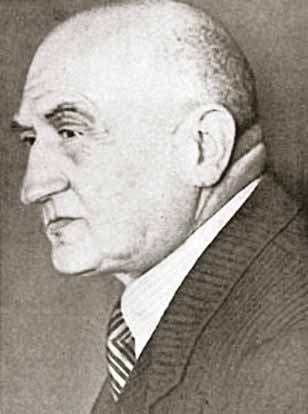
Маурицій Аллерганд.

## Відомі викладачі
- Абрагам Владислав
- Дністрянський Станіслав Северинович
- Огоновський Олександр Михайлович
- Рабінович Петро Мойсейович
- Стебельський Петро
- Маурицій Аллерганд
- Освальд Бальцер
- Тищик Борис Йосипович
- Нор Василь Тимофійович

## Відомі випускники
- Авдиковський Орест Арсенович
- Барвінський Володимир Григорович
- Бемко Володимир
- Борисикевич Іван Іванович
- Бохенський Юзеф Марія
- Бедь Віктор
- Глушкевич Маріян Феофілович
- Голубович Сидір Тимофійович
- Гонгадзе Мирослава Володимирівна
- Горбачевський Антін Якович
- Горошкевич Олександр Сергійович
- Гузар Лев
- Давидович Ярослав Васильович
- Дурдинець Василь Васильович
- Едер Тадей Євстахович
- Кукольник Василь Григорович
- Костицький Василь Васильович
- Качмарчик Ярослав Теофілович
- Кацер-Бучковська Наталія Володимирівна
- Лодій Петро Дмитрович
- Лапін Ігор Олександрович
- Резніков Олексій Юрійович
- Репецький Василь Миколайович
- Сидорович Руслан Михайлович
- Лемпицький Станіслав
- Холодницький Назар Іванович
- Чайковський Андрій Якович

## Символіка факультету
Щит розтятий; у правому синьому полі спинається золотий лев (земельний знак Західної України — вказує на регіональне значення Університету), котрий тримає у правій передній лапі золотий трисвічник з запаленими срібними свічками; у лівому червоному полі постать Феміди в золотій одежі. Феміда уособлює правосуддя й є алегоричним символом юриспруденції. Щит вписано у декоративний картуш, вгорі якого розгорнута книга з датою: AD MDCLXI (1661 р.). Під щитом червона девізна стрічка з гаслом: IUSTITIA REGNORUM FUNDAMENTUM (справедливість — основа правління).
Розроблено й запроваджено 1998 році. Герб розробив та виконав